# یوایچی کوبو
یوایچی کوبو (ژاپنی: 久保 裕一؛ زادهٔ ۲۶ سپتامبر ۱۹۸۸) یک بازیکن فوتبال اهل ژاپن است.
از باشگاه‌هایی که در آن بازی کرده‌است می‌توان به باشگاه فوتبال جف یونایتد چیبا، باشگاه فوتبال گاینار توتوری، باشگاه فوتبال فاگیانو اوکایاما، باشگاه فوتبال میتو هولیهوک و باشگاه فوتبال ساگامیهارا اشاره کرد.